# Крюн (Баварія)
Крюн (нім. Krün) — громада в Німеччині, розташована в землі Баварія. Підпорядковується адміністративному округу Верхня Баварія. Входить до складу району Гарміш-Партенкірхен.
Площа — 36,32 км2. Населення становить 1922 ос. (станом на 31 грудня 2020).